# Origen de coordenadas

El origen de un sistema bidimensional de coordenadas cartesianas es el par ordenado (0,0).

En geometría, el origen de coordenadas es el punto de referencia de ciertos sistemas de coordenadas globales usados en un espacio euclídeo. En este punto, el valor de todas las coordenadas del sistema es nulo. Por ejemplo, (0,0) en dos dimensiones y (0,0,0) en tres.
Sin embargo, en algunos sistemas de coordenadas no es necesario establecer nulas todas las coordenadas. Por ejemplo, en un sistema de coordenadas esféricas es suficiente con establecer el radio nulo ({\displaystyle \rho =0}), siendo indiferentes los valores de latitud y longitud.
En un sistema de coordenadas cartesianas, el origen es el punto en que los ejes del sistema se cortan. Los sistemas de coordenadas polares en dos dimensiones, y los sistemas de coordenadas esféricas y cilíndricas en tres dimensiones también requieren un origen de coordenadas.